# Strongylodesmus cruzanus
Strongylodesmus cruzanus är en mångfotingart som först beskrevs av Chamberlin 1943.  Strongylodesmus cruzanus ingår i släktet Strongylodesmus och familjen Rhachodesmidae. Inga underarter finns listade i Catalogue of Life.